# Puybarban
Puybarban est une commune du Sud-Ouest de la France, située dans le département de la Gironde, en région Nouvelle-Aquitaine.

## Géographie

### Localisation
La commune de Puybarban se situe au sud (rive gauche) de la Garonne sans toutefois la border, séparée du fleuve par la commune de Floudès. Elle se trouve à 60 km au sud-est de Bordeaux, chef-lieu du département, à 16 km à l'est de Langon, chef-lieu d'arrondissement, et à 9 km au nord-est d'Auros, ancien chef-lieu de canton.

### Communes limitrophes
Les communes limitrophes en sont Floudès au nord, Blaignac à l'est, Loupiac-de-la-Réole à l'extrême sud-est sur environ 700 m, Pondaurat au sud et à l'ouest et Bassanne au nord-ouest.
| Bassanne  | Floudès   |                     |
|           | Puybarban | Blaignac            |
| Pondaurat |           | Loupiac-de-la-Réole |

### Climat
Pour des articles plus généraux, voir Climat de la Nouvelle-Aquitaine et Climat de la Gironde.
Historiquement, la commune est exposée à un climat océanique aquitain.  
En 2020, Météo-France publie une typologie des climats de la France métropolitaine dans laquelle la commune est exposée à un climat océanique et est dans la région climatique  Aquitaine, Gascogne, caractérisée par une pluviométrie abondante au printemps, modérée en automne, un faible ensoleillement au printemps, un été chaud (19,5 °C), des vents faibles, des brouillards fréquents en automne et en hiver et des orages fréquents en été (15 à 20 jours).
Pour la période 1971-2000, la température annuelle moyenne est de 12,9 °C, avec une amplitude thermique annuelle de 15 °C. Le cumul annuel moyen de précipitations est de 803 mm, avec 11,2 jours de précipitations en janvier et 6,5 jours en juillet. Pour la période 1991-2020, la température moyenne annuelle observée sur la station météorologique la plus proche, située sur la commune de Saint-Sulpice-de-Pommiers à 13 km à vol d'oiseau, est de 13,8 °C et le cumul annuel moyen de précipitations est de 764,8 mm,. Pour l'avenir, les paramètres climatiques de la commune estimés pour 2050 selon différents scénarios d’émission de gaz à effet de serre sont consultables sur un site dédié publié par Météo-France en novembre 2022.

## Urbanisme

### Typologie
Au 1er janvier 2024, Puybarban est catégorisée commune rurale à habitat dispersé, selon la nouvelle grille communale de densité à sept niveaux définie par l'Insee en 2022.
Elle est située hors unité urbaine. Par ailleurs la commune fait partie de l'aire d'attraction de La Réole, dont elle est une commune de la couronne,. Cette aire, qui regroupe 20 communes, est catégorisée dans les aires de moins de 50 000 habitants,.

### Occupation des sols

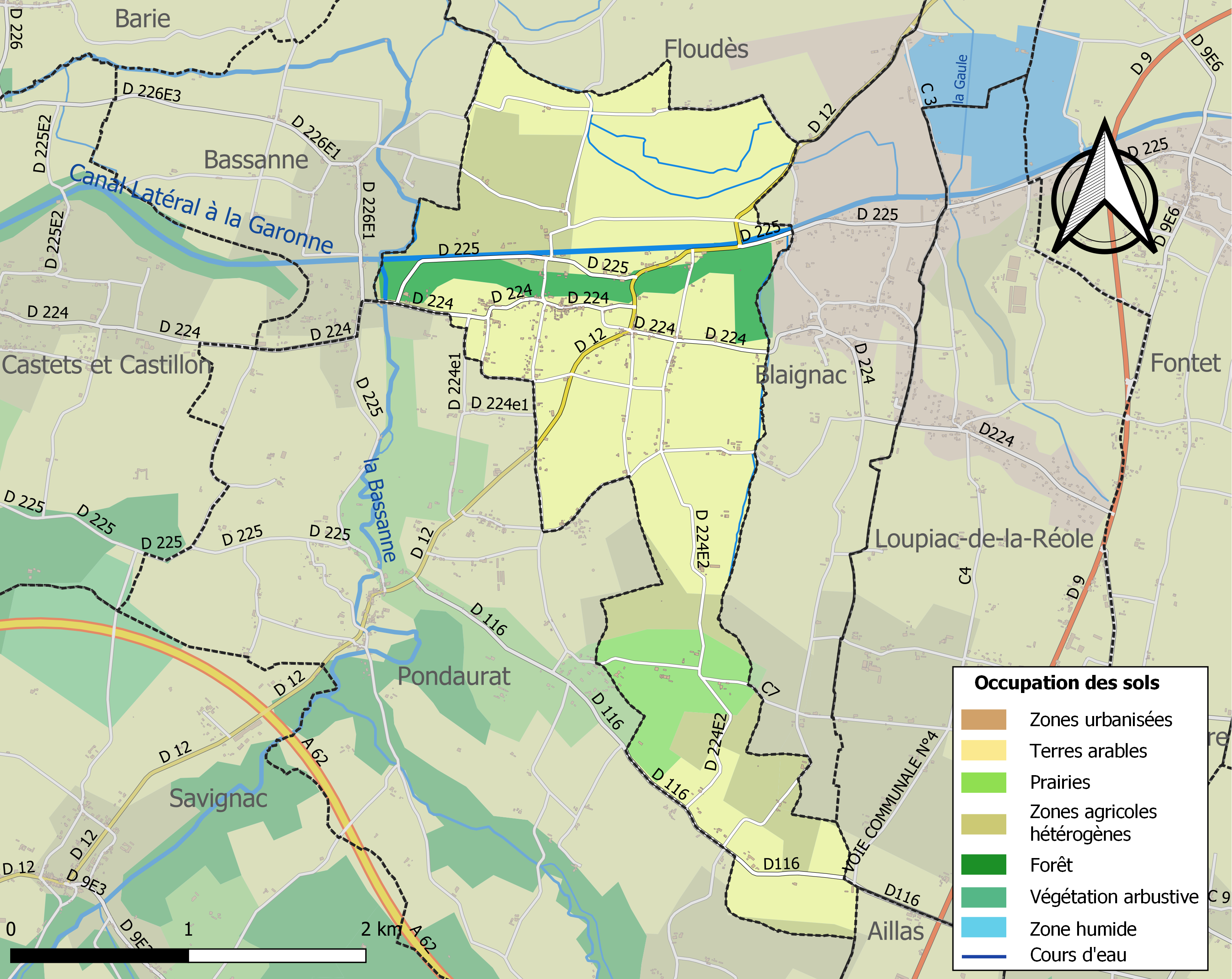
Carte des infrastructures et de l'occupation des sols de la commune en 2018 (CLC).

L'occupation des sols de la commune, telle qu'elle ressort de la base de données européenne d’occupation biophysique des sols Corine Land Cover (CLC), est marquée par l'importance des territoires agricoles (92,6 % en 2018), une proportion sensiblement équivalente à celle de 1990 (92,8 %). La répartition détaillée en 2018 est la suivante : 
terres arables (65,2 %), zones agricoles hétérogènes (20 %), prairies (7,4 %), forêts (7,2 %), zones urbanisées (0,2 %). L'évolution de l’occupation des sols de la commune et de ses infrastructures peut être observée sur les différentes représentations cartographiques du territoire : la carte de Cassini (XVIIIe siècle), la carte d'état-major (1820-1866) et les cartes ou photos aériennes de l'IGN pour la période actuelle (1950 à aujourd'hui).

### Voies de communication et transports
La commune est traversée par la route départementale D12 qui relie La Réole au nord-est à Auros au sud-ouest et par la route départementale D224 qui mène, vers l'ouest, à Castets et Castillon et au-delà en direction de Langon, et, vers l'est à Blaignac, Loupiac-de-la-Réole et à la route départementale D9 (La Réole au nord et Aillas au sud).
L'autoroute la plus proche est l'autoroute A62 (Bordeaux-Toulouse) dont l'accès no 4, dit de La Réole, est distant de 6 km par la route vers le sud-est.

L'accès no 1, dit de Bazas, à l'autoroute A65 (Langon-Pau) se situe à 21 km vers le sud-ouest.
La gare SNCF la plus proche est celle, distante de 5,5 km par la route vers le nord-est, de La Réole sur la ligne Bordeaux-Sète du TER Nouvelle-Aquitaine.
La  commune est traversée d'est en ouest par le canal de Garonne.

### Risques majeurs
Le territoire de la commune de Puybarban est vulnérable à différents aléas naturels : météorologiques (tempête, orage, neige, grand froid, canicule ou sécheresse), inondations et séisme (sismicité très faible). Un site publié par le BRGM permet d'évaluer simplement et rapidement les risques d'un bien localisé soit par son adresse soit par le numéro de sa parcelle.
Certaines parties du territoire communal sont susceptibles d’être affectées par le risque d’inondation par débordement de cours d'eau, notamment le canal Latéral à la Garonne et la Bassanne. La commune a été reconnue en état de catastrophe naturelle au titre des dommages causés par les inondations et coulées de boue survenues en 1982, 1992, 1999, 2009 et 2021,.

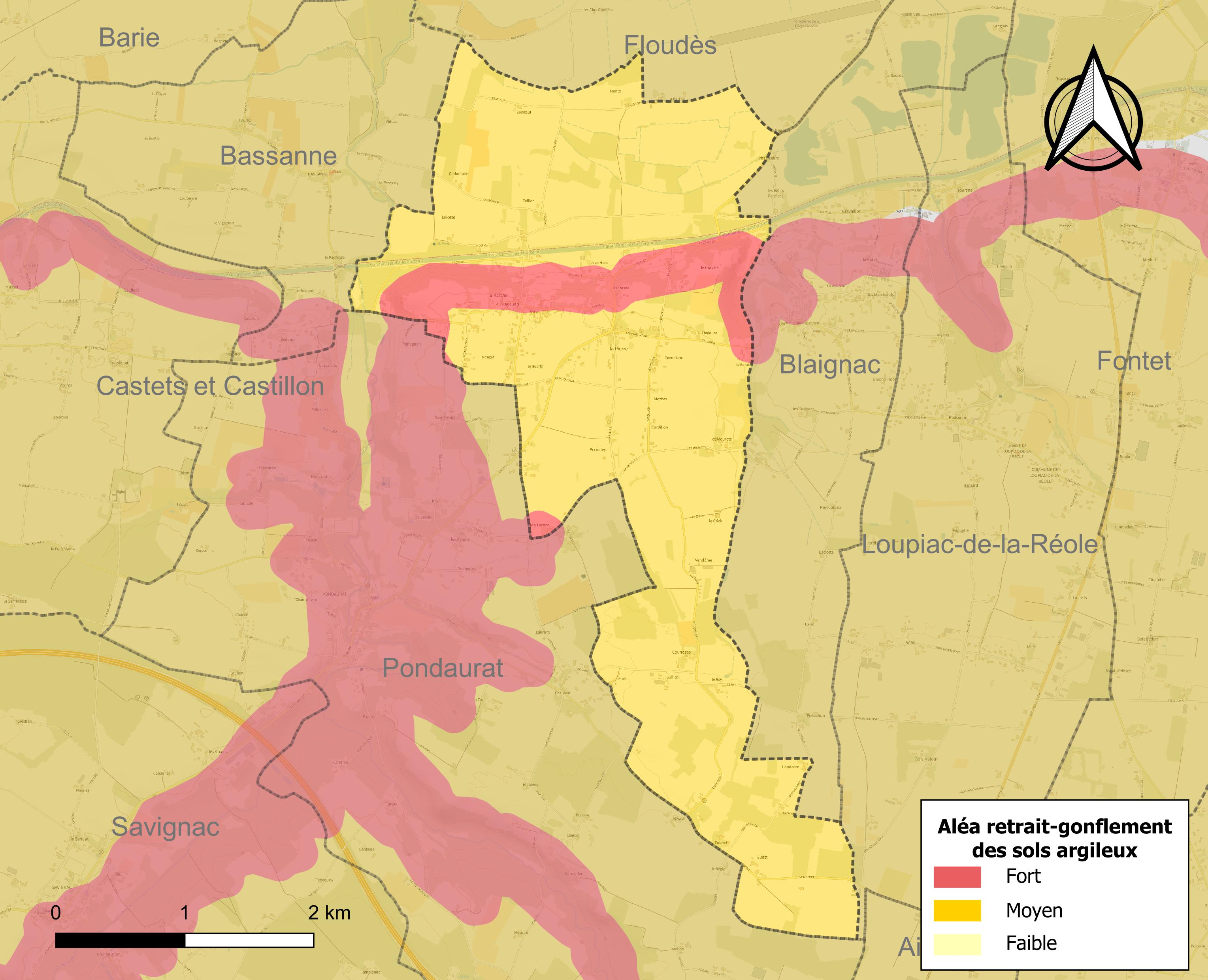
Carte des zones d'aléa retrait-gonflement des sols argileux de Puybarban.

Le retrait-gonflement des sols argileux est susceptible d'engendrer des dommages importants aux bâtiments en cas d’alternance de périodes de sécheresse et de pluie. La totalité de la commune est en aléa moyen ou fort (67,4 % au niveau départemental et 48,5 % au niveau national). Sur les 183 bâtiments dénombrés sur la commune en 2019, 183 sont en aléa moyen ou fort, soit 100 %, à comparer aux 84 % au niveau départemental et 54 % au niveau national. Une cartographie de l'exposition du territoire national au retrait gonflement des sols argileux est disponible sur le site du BRGM,.
Par ailleurs, afin de mieux appréhender le risque d’affaissement de terrain, l'inventaire national des cavités souterraines permet de localiser celles situées sur la commune.
Concernant les mouvements de terrains, la commune a été reconnue en état de catastrophe naturelle au titre des dommages causés par la sécheresse en 2015 et par des mouvements de terrain en 1999.

## Toponymie
Le premier élément du nom de Puybarban est puy, francisation du mot gascon pug « colline, éminence » (prononciation palatale). Le bourg est en effet sur le bord d'une terrasse alluviale d'environ 50–54 m qui surplombe le lit majeur de la Garonne (12–14 m d'altitude). Le second est un nom d'origine germanique, Barban.
En gascon, le nom de la commune est Pugbarban, prononcé [pytbar'ban].
Les habitants en sont appelés les Puybarbanais.

## Histoire
Des restes gallo-romains ont été mis au jour sur ce lieu, plaidant pour l'existence d'une villa romaine. Le château de Puybarban, comportant des restes d'un château fort, a longtemps été la seigneurie des Piis (ou Pins, ou Pinos). Le dernier, sénéchal du Bazadais, a été guillotiné en 1794, alors qu'il était persuadé qu'on le laisserait en paix, car il affirmait ne pas se mêler de politique.
À la Révolution, la paroisse Saint-Michel de Puybarban forme la commune de Puybarban.

## Politique et administration
| Période                                  | Période   | Identité               | Étiquette | Qualité |
| ---------------------------------------- | --------- | ---------------------- | --------- | ------- |
| mars 2001                                | mars 2014 | Jean-Claude Constantin |           |         |
| mars 2014                                | 2020      | Michel Noffray         |           | Artisan |
| 2020                                     | En cours  | Dominique Turbet Delof |           | Artisan |
| Les données manquantes sont à compléter. |           |                        |           |         |

### Communauté de communes
Le 1er janvier 2014, la communauté de communes du Pays d'Auros ayant été supprimée, la commune de Puybarban s'est retrouvée intégrée à la communauté de communes du Réolais en Sud Gironde siégeant à La Réole.

## Démographie
| 1793 | 1800 | 1806 | 1821 | 1831 | 1836 | 1841 | 1846 | 1851 |
| ---- | ---- | ---- | ---- | ---- | ---- | ---- | ---- | ---- |
| 525  | 405  | 473  | 508  | 456  | 489  | 459  | 475  | 513  |

| 1856 | 1861 | 1866 | 1872 | 1876 | 1881 | 1886 | 1891 | 1896 |
| ---- | ---- | ---- | ---- | ---- | ---- | ---- | ---- | ---- |
| 465  | 474  | 470  | 485  | 491  | 444  | 421  | 420  | 426  |

| 1901 | 1906 | 1911 | 1921 | 1926 | 1931 | 1936 | 1946 | 1954 |
| ---- | ---- | ---- | ---- | ---- | ---- | ---- | ---- | ---- |
| 404  | 432  | 412  | 355  | 365  | 351  | 380  | 350  | 397  |

| 1962 | 1968 | 1975 | 1982 | 1990 | 1999 | 2005 | 2006 | 2010 |
| ---- | ---- | ---- | ---- | ---- | ---- | ---- | ---- | ---- |
| 375  | 390  | 339  | 325  | 330  | 309  | 398  | 411  | 413  |

| 2015 | 2020 | 2022 | - | - | - | - | - | - |
| ---- | ---- | ---- | - | - | - | - | - | - |
| 415  | 411  | 411  | - | - | - | - | - | - |

## Culture et patrimoine

### Lieux et monuments
- L'église Saint-Michel est une église romane à chevet simple, remaniée aux XIVe et XVIe siècles, dont le clocher carré comporte une flèche recouverte d'ardoises dont la  croix du XIVe siècle a été replacée sur la flèche du XVIIe siècle.
  -  Elle abrite une cloche en bronze de la fin du XVIe siècle qui a été classée monument historique en 1942[27].
- Restes du château fort des Piis et folie du XVIIIe siècle,
- Maisons anciennes dans le bourg (fenêtres à meneaux…),
- Maison noble du Barail et pigeonnier (XVIIe siècle) à larmier,
- Nombreuses fermes bazadaises à grange et étable intégrées,
- Séchoirs à tabac badigeonnés en noir au bitume.

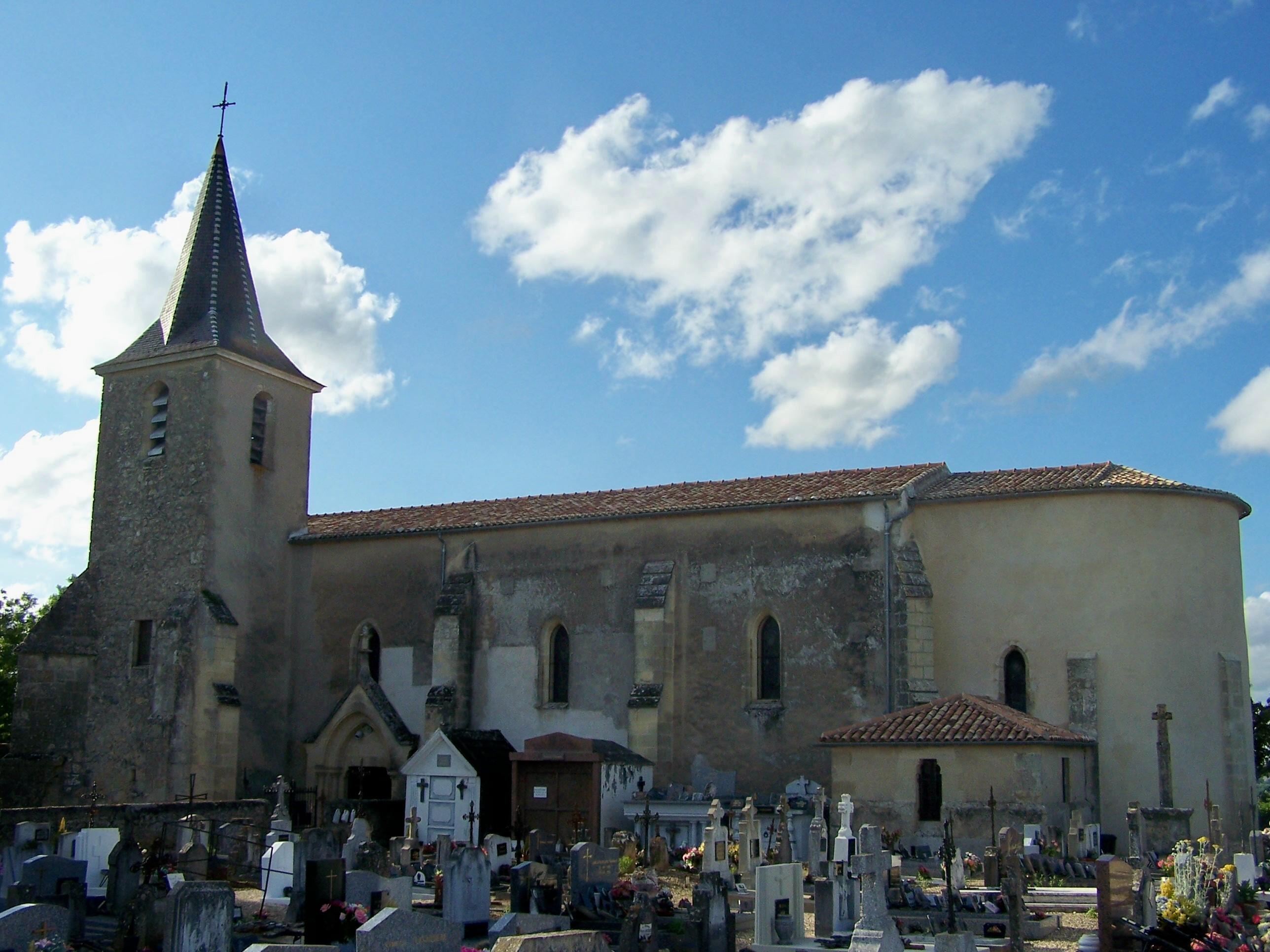
L'église Saint-Michel (juin 2009)
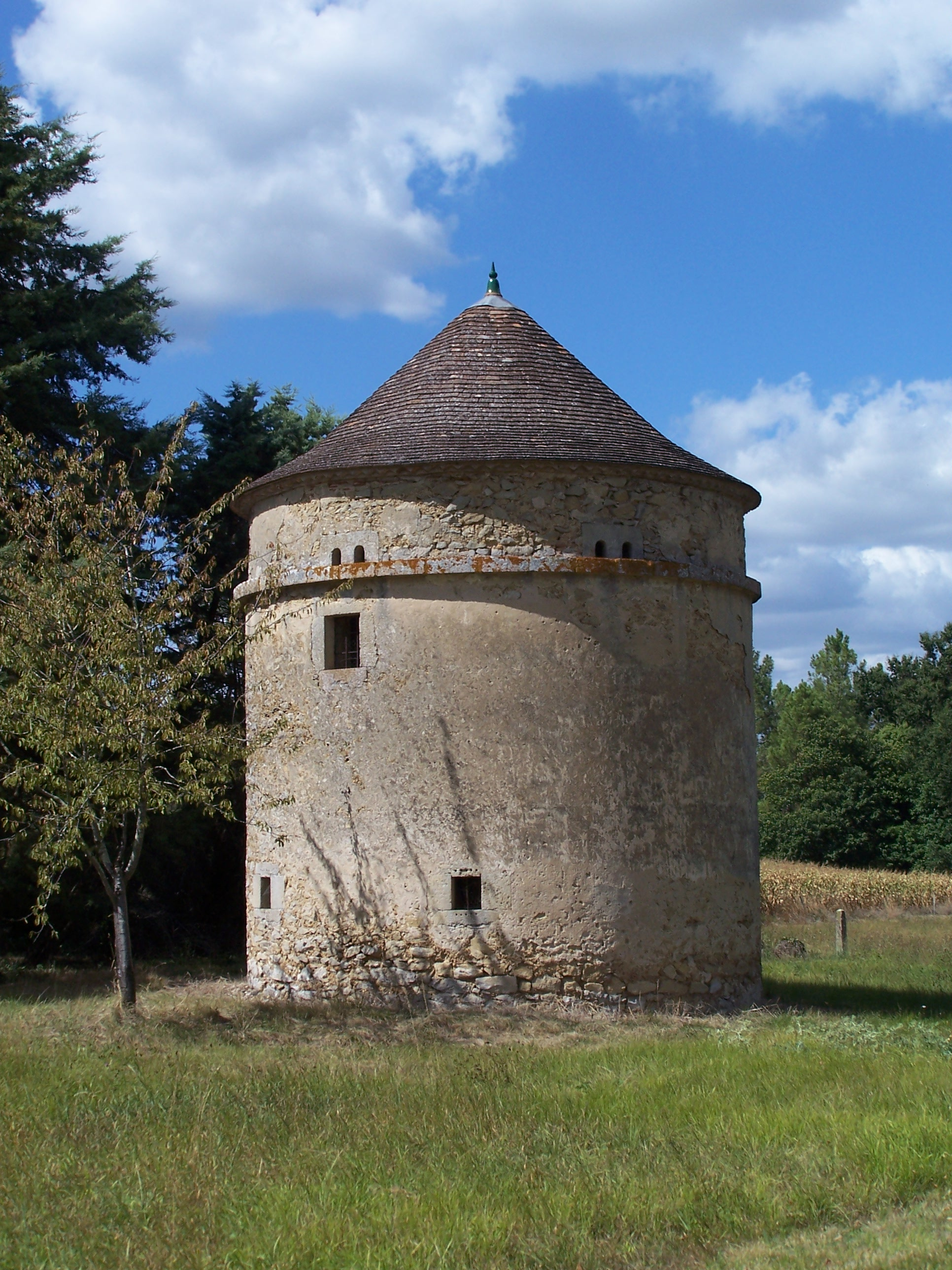
Le pigeonnier à larmier du château du Barail (août 2012)
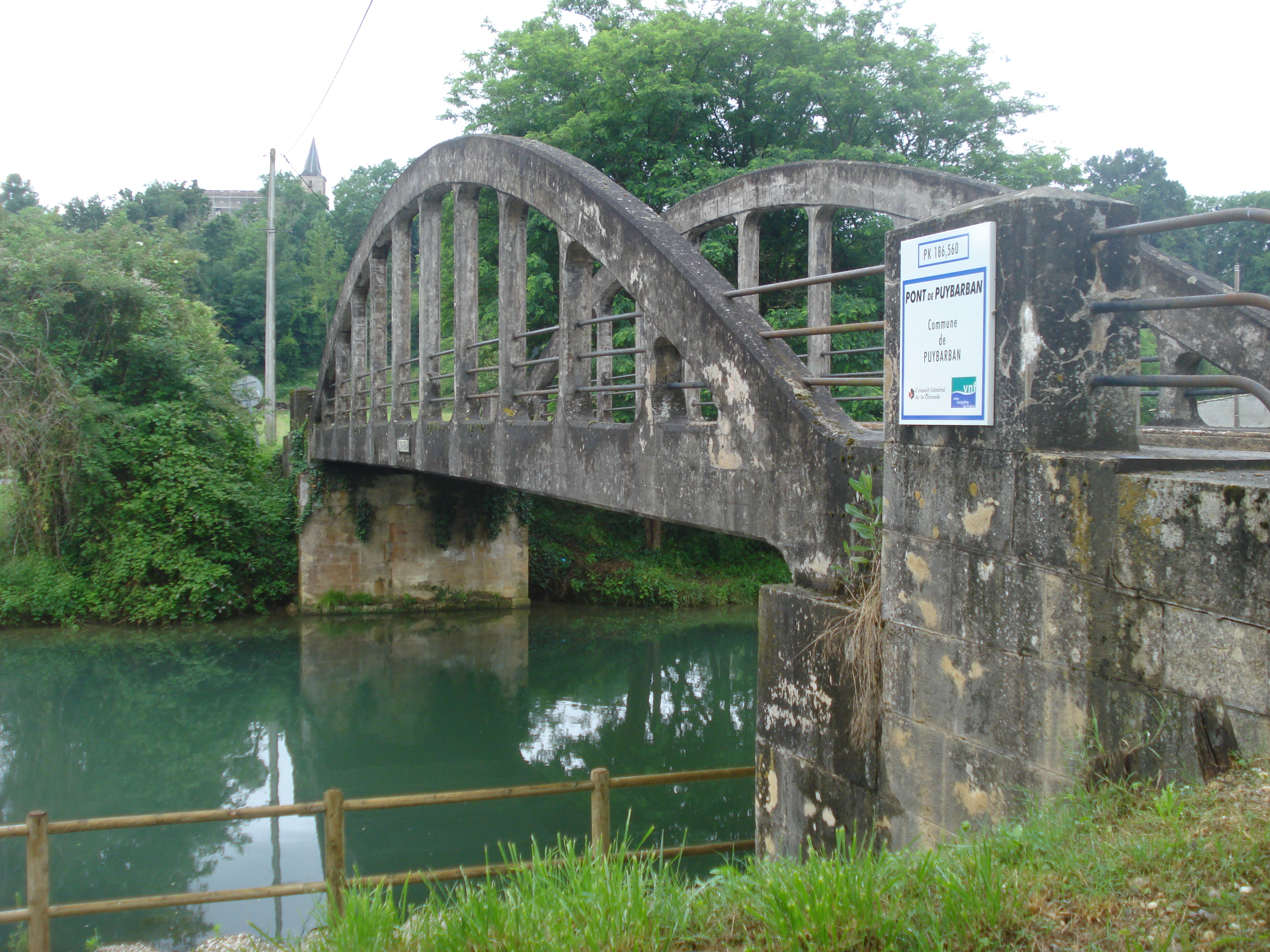
Pont de Puybarban, sur le canal de Garonne (août 2008)
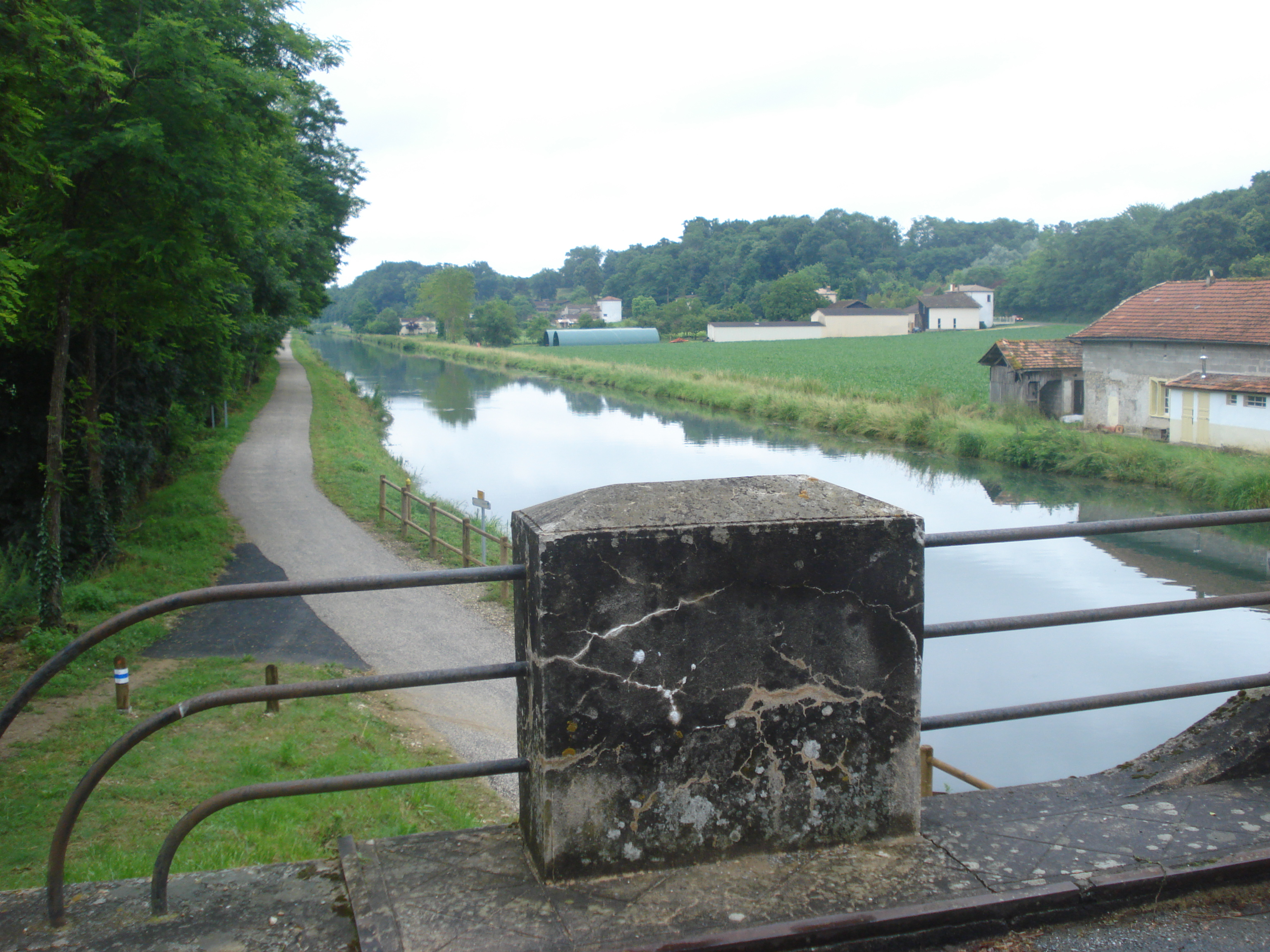
Canal de Garonne à Puybarban (juin 2009)
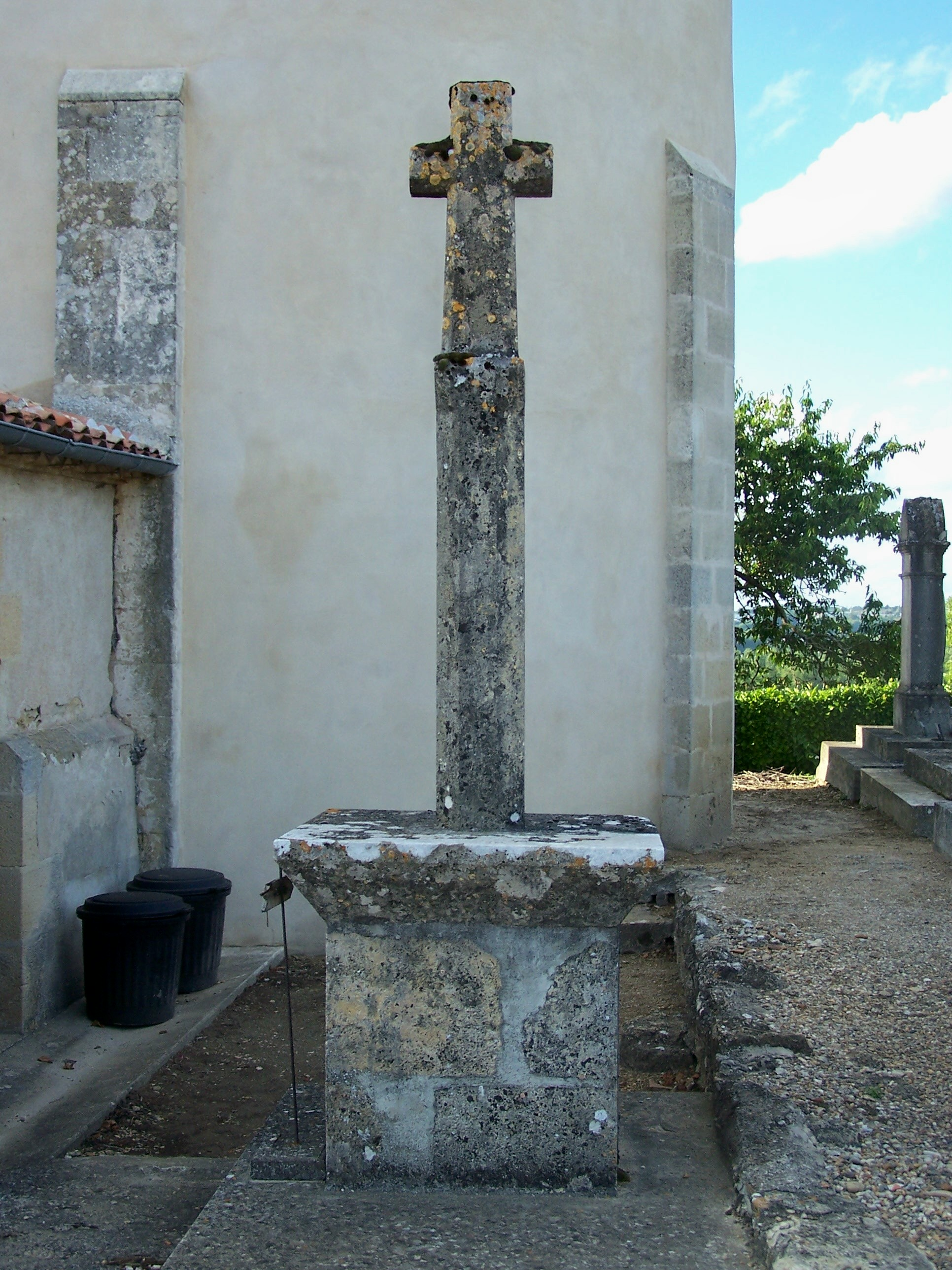
Croix monumentale dans le cimetière (juin 2009)
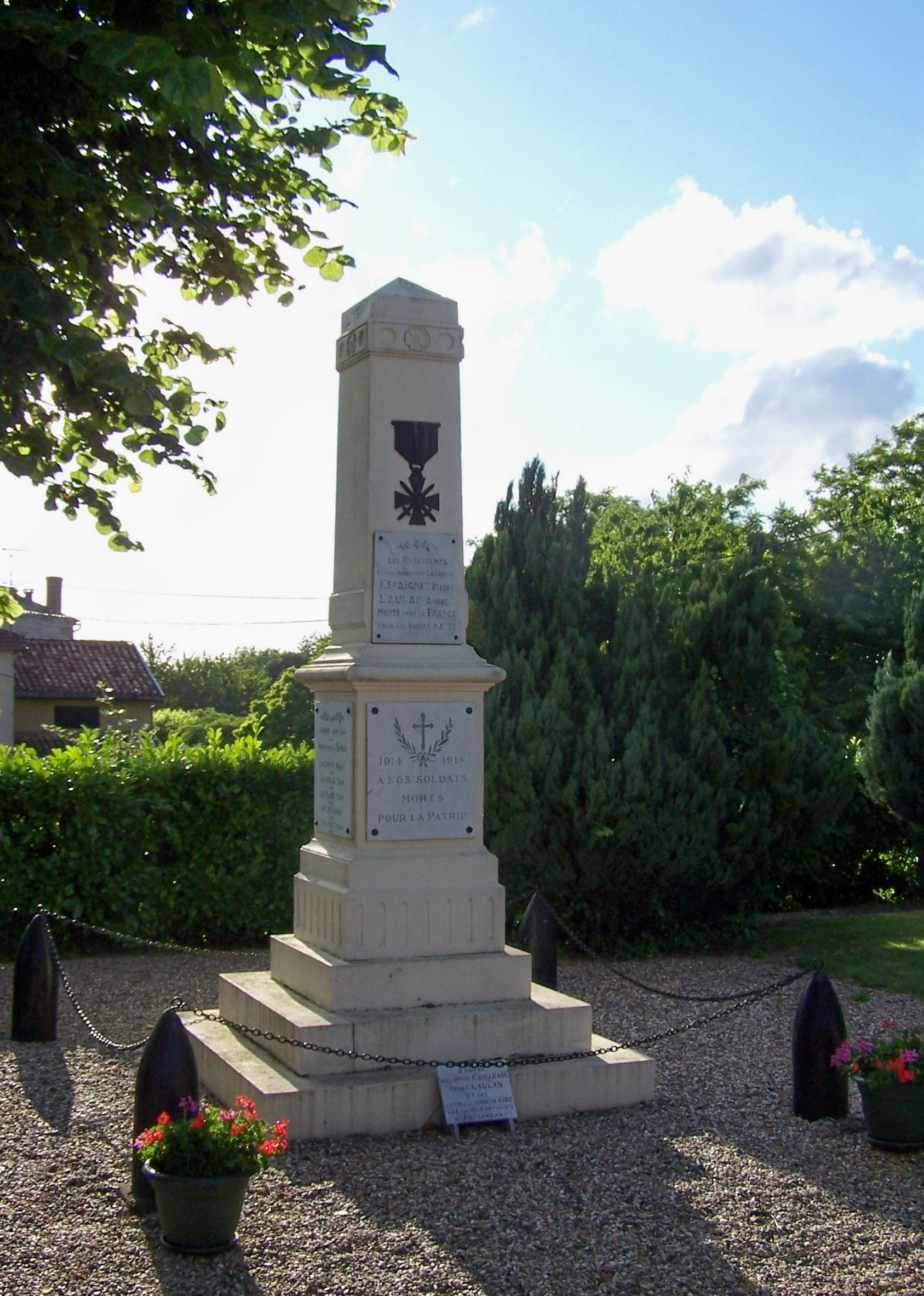
Le monument aux morts devant l'église (juin 2009)

### Personnalités liées à la commune
- Henri de Tholouze, juge, positiviste, correspondant d'Auguste Comte.